# Don’t Set Your Dogs On Me
Don't Set Your Dogs On Me – album studyjny polskiego zespołu muzycznego Coma. Wydawnictwo ukazało się 8 lutego 2013 roku nakładem wytwórni muzycznej Mystic Production. Płyta trafiał także do sprzedaży w Niemczech dzięki firmie Ear Music.
Nagrania dotarły do 6. miejsca polskiej listy przebojów – OLiS. Jako materiał dodatkowy na płycie znalazła się także piosenka, która promowała serial telewizyjny Misja Afganistan (2012). W jedną z głównych ról w obrazie wcielił się wokalista Comy – Piotr Rogucki.

## Lista utworów
Opracowano na podstawie materiału źródłowego.
| 1. „Keep The Peace” – 3:12 2. „With You” – 2:21 3. „Always Summer” – 3:02 4. „Dance With A Queen” – 4:01 5. „Rainy Song” – 3:18 6. „Late” – 3:55 7. „Lion” – 7:23 |  | 1. „Furious Fate” – 5:11 2. „Don't Set Your Dogs On Me” – 3:19 3. „Song 4 Boys” – 3:00 4. „Moscow” – 6:58 5. „A Better Man” – 5:13 6. „When The Music Is A Flame” – 5:11 |

## Twórcy
Opracowano na podstawie materiału źródłowego.
- Piotr Rogucki – wokal prowadzący, wokal wspierający
- Dominik Witczak – gitara rytmiczna, gitara prowadząca, wokal wspierający
- Marcin Kobza – gitara rytmiczna, gitara prowadząca, wokal wspierający
- Rafał Matuszak – gitara basowa, wokal wspierający
- Adam Marszałkowski – perkusja, wokal wspierający